# Ди Фульвио, Лука
Лу́ка Ди Фу́львио (итал. Luca Di Fulvio; 13 мая 1957, Рим — 31 мая 2023[…], Рим) ─ итальянский писатель, драматург и театральный актёр.
Автор романов «Чучельник», «Банда мечты», «Девочка, которая коснулась неба» и других. Его книги были переведены и изданы в 18 странах мира тиражом более 1 млн. экземпляров.

## Биография
Родился 13 мая 1957 года в Риме. Окончил актёрский факультет Национальной академии драматического искусства имени Сильвио д'Амико.
После получения диплома присоединился к американскому театральному сообществу «Живой театр», в время его гастролей по Европе. Успел поработать с такими актёрами как Паола Борбони, Серджо Грациани, Марио Маранцана, Анджей Вайда, а также Джулиан Бек, основатель «Живого театра».
Позже Ди Фульвио и Анджей Вайда , создали собственную компанию «Праздник, который всегда с тобой» (итал. «La Festa Mobile»). Их короткометражный фильм «Выход» был номинирован на премию «Оскар».
Драматургическим дебютом Ди Фульвио стала театральная адаптация повести Томаса Манна «Тонио Крёгер».
Ди Фульвио работал также в качестве редактора-консультанта в различных издательствах, но именно в писательстве нашёл своё призвание, и со временем, его творчество привело его к огромному успеху за рубежом, в Германии и, особенно, во Франции.
В 1996 году вышел его первый короткий роман «Цельтер» ─ история о вампирах.
Второй роман писателя ─ «Чучельник» (итал. L'impagliatore), вышедший в 2000 году, был написан в жанре психологического триллера. Он имел необыкновенный успех: через два месяца после выхода книги был напечатан дополнительный тираж, а в 2004 году роман был снова переиздан издательством Эйнауди. В том же году по мотивам книги был снят фильм под названием «Хрустальные глаза» режиссёром Эросом Пульелли.
Затем были написаны «Дуврский пляж» (2002) и «Лестница Диониса» (2006), по которым также был написан сценарий фильма «Банда мечты» (2008).
Под псевдонимом Дюк Дж. Бланко он написал детский роман «Тайны другого моря» (2002), получивший итальянскую премию Банкареллино за лучшую художественную книгу для детей.
Лука Ди Фульвио опубликовал последующие два романа сначала в Германии, в издательстве Bastei Lübbe, фактически став «немецким писателем»: «Das Mädchen, das den Himmel berührte» и «Das Kind, das nachts die Sonne fand». Позже книги были переведены в Италии под названиями «Девочка, которая коснулась неба» и «Ребёнок, который нашёл солнце ночью», и опубликованны издательством «Риццоли».
В 2021 году он вошёл в число шести финалистов премии Банкарелла за роман «Баллада о вечном городе».
Все книги Ди Фульвио были переведены и изданы в 18 странах мира тиражом более 1 млн. экземпляров.
Лука Ди Фульвио скончался 31 мая 2023 года в Риме. Причиной смерти стал боковой амиотрофический склероз (БАС), приведший его к инвалидности.

## Сочинения
| Год  | Оригинальное название                | Название на русском языке           |
| ---- | ------------------------------------ | ----------------------------------- |
| 1996 | Zelter                               | Цельтер                             |
| 2000 | L'impagliatore                       | Чучельник                           |
| 2002 | Dover Beach                          | Дуврский пляж                       |
| 2006 | La scala di Dioniso                  | Лестница Диониса                    |
| 2008 | La gang dei sogni                    | Банда Мечты                         |
| 2011 | Il grande scomunicato                | Великий отлучённый от церкви        |
| 2013 | Das Mädchen, das den Himmel berührte | Корабль мечты                       |
| 2015 | Das Kind, das nachts die Sonne fand  | Ребёнок, который нашёл солнце ночью |
| 2019 | Les prisonniers de la liberté        | Узники свободы                      |
| 2021 | La ballata della città eterna        | Баллада о вечном городе             |
| 2023 | Le paradis caché                     | Скрытый рай                         |